# Darío Echandía
Darío Echandía Olaya (Chaparral, 13 de octubre de 1897-Ibagué, 7 de mayo de 1989) fue un abogado, educador y académico colombiano, miembro del Partido Liberal Colombiano.  
Ha sido el único político colombiano del siglo XX en ocupar la presidencia de Colombia en tres ocasiones sin haber sido elegido por  voto popular, durante ausencias de los titulares del cargo. 
Fue embajador ante la Santa Sede en tres ocasiones (ocupando más veces el cargo) y ante el Reino Unido; profesor universitario, jefe único de su partido, consejero de políticos en ejercicio y de otros jefes de Estado. Tuvo un papel decisivo en los dos gobiernos de Alfonso López Pumarejo y, luego, en los episodios de “El Bogotazo” con la política de concordia del bipartidismo conservador-liberal. En el gobierno de Alberto Lleras Camargo fue nombrado Gobernador del Tolima.
También fue Magistrado de la Corte Suprema de Justicia, miembro de la Academia Colombiana de Jurisprudencia y de la Comisión de Reajuste Institucional, la cual ayudó a diseñar las Instituciones del Frente Nacional. También fue rector de  la Universidad Libre de Colombia, así como miembro honorario del Instituto Caro y Cuervo desde 1961.Fue un liberal progresista, llegándose a considerar socialista en los últimos años de su vida.

## Biografía
Darío Echandía Olaya nació en Chaparral, Tolima, el 13 de octubre de 1897, el seno de una familia de agricultores y hacendados, y emparentado con abogados y políticos de ascendencia libanesa. Tras estudiar en su ciudad natal en la escuela de Soledad Medina, Echandía se trasladó a la capital del país, donde estudió en el Colegio Araújo Ramírez. Luego obtuvo su título de bachiller en el Colegio Mayor de Nuestra Señora del Rosario en Bogotá.
Posteriormente, obtuvo el título de Abogado, con apenas 20 años, en la Universidad del Rosario en Bogotá en 1917, siendo orientado por el escritor y sacerdote católico Rafael María Carrasquilla, quien también le inculcó los valores de Tomás de Aquino. Su tesis de grado se tituló "De la responsabilidad civil por los delitos y las culpas".
Vinculado al Partido Liberal desde muy joven (ya que se consideraba así mismo como marxista), Echandía ocupó un escaño en la asamblea departamental de Tolima en representación de su partido entre 1918 y 1922. Luego de su incursión en política, decidió ejercer dentro de la rama judicial como abogado, ejerciendo como juez civil del circuito de Ambalema entre 1924 y 1927 en compañía de Joaquín Ferreira; y como magistrado del Tribunal Superior de Ibagué, entre 1927 y 1928. En 1928 es designado gerente del Banco Agrícola Hipotecario en Armenia (Quindío).

### Gobierno Olaya (1930-1931)

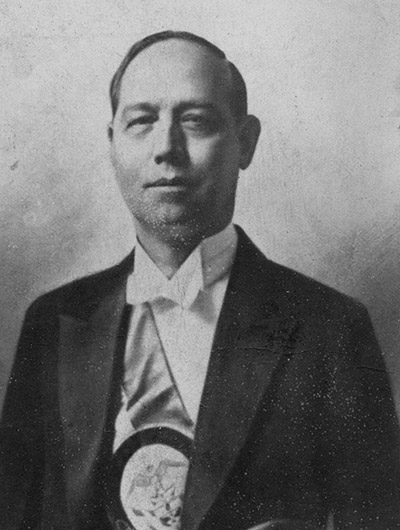
Olaya en 1930.

En 1929, Echandía se vinculó a la candidatura presidencial del embajador en Estados Unidos, Enrique Olaya Herrera, participando en varios eventos de campaña como en la Convención Liberal Regional celebrada en el Hotel Chicoral, en Tolima; y desde ese entonces se convirtió en uno de los hombres de confianza del director del Partido Liberal, el empresario Alfonso López Pumarejo. 
En 1930, y respaldado por el sector de izquierda del liberalismo, Echandía fue nombrado en la Dirección Nacional Liberal para reemplazar a López en la dirección del liberalismo, a raíz de su nombramiento como diplomático y su envío a Londres. También en 1930, Echandía fue elegido senador por Tolima como segundo en la lista del senador Fabio Lozano Torrijos. Tras la designación de Lozano en la delegación en Perú, Echandía pasó a ocupar su curul el 20 de julio de 1931.
En 1934 fue elegido representante a la cámara por Tolima. Ese mismo año fue elegido como miembro del directorio nacional del liberalismo. Allí empezó a impulsar la candidatura presidencial de su padrino político, Alfonso López Pumarejo quien fue elegido sin rival el domingo 10 de febrero de 1934.

### Primer gobierno López (1934-1938)

#### Ministro de Gobierno (1934-1935)

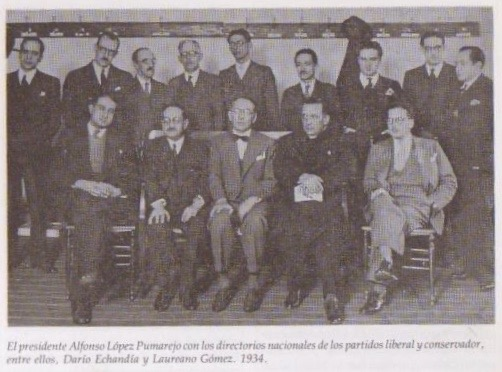
Echandía (primero de izquierda a derecha, sentado) y el presidente López (centro), 1934.

López se rodeó de jóvenes políticos entre quienes estaban Alberto Lleras Camargo y el propio Echandía, y a su gabinete se le conoció como Los Nuevos. En el caso de Echandía, lo nombró ministro de gobierno desde el comienzo de su gobierno hasta el 10 de octubre de 1935. Desde el ministerio, Echandía empezó a dar impulso al programa de gobierno de López, conocido como la Revolución en Marcha, paquete de reformas sociales que buscaban la transformación de la sociedad colombiana. Echandía presentó el proyecto de reforma agraria en el Congreso el 10 de septiembre de 1934, unos días después del inicio del nuevo gobierno. 

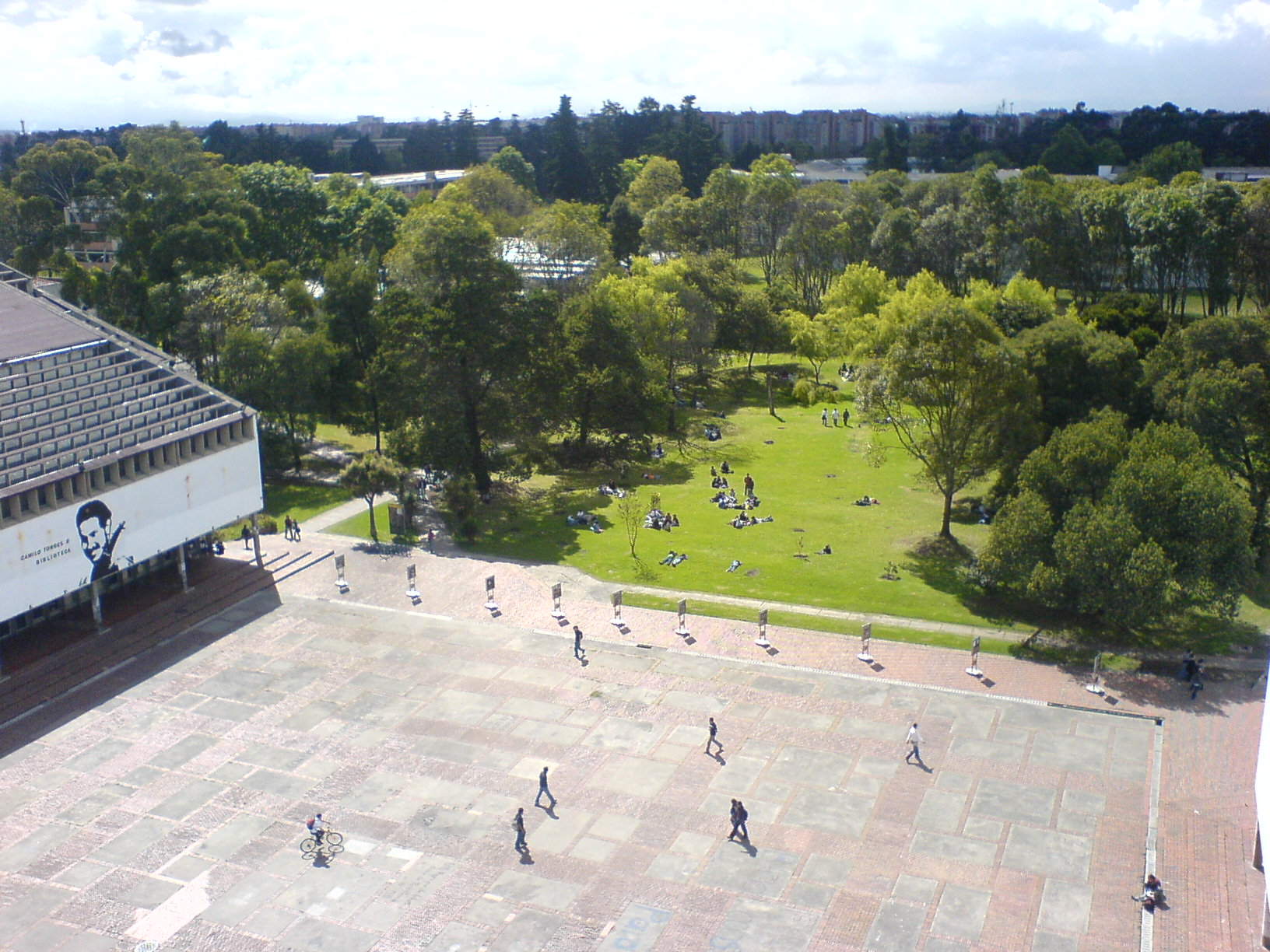
Vista de la Plaza Ché, en la Universidad Nacional, Bogotá.

#### Ministro de Educación (1935-1937)
En ámbitos educativos, fue durante el ministerio de Echandía quien desarrolló el proyecto de la Ciudad Universitaria, y centralizó las sedes de la Universidad Nacional del país en un solo lugar. Además se dio impulso a la apertura de las demás sedes de la institución. 
Aunque ya no era ministro de gobierno en ese momento, Echandía fue impulsor de la concepción social del Derecho y del Estado en Colombia y siguió impulsando la reforma agraria que se aprobó en 1936. La reforma incorporó a la Constitución colombiana el concepto de función social de la propiedad, la intervención del Estado para racionalizar la economía y el reconocimiento de los derechos económicos y sociales.

### Precandidatura presidencial (1937)
En 1937, el sector de izquierda del liberalismo postuló a Echandía como candidato a la presidencia para las elecciones de 1938. Su campaña recibió apoyo de varios sectores comunistas, en especial del líder radical Jorge Eliécer Gaitán. Sin embargo, Echandía declinó su aspiración al ver que las mayorías del partido buscaron el regreso de Olaya a la presidencia, quien vivía en Roma en su calidad de embajador ante el Vaticano. Sin embargo, la repentina muerte de Olaya en 1937, llevó a las mayorías a lanzar la candidatura del periodista Eduardo Santos Montejo, quien a través del periódico El Tiempo, ejercía importante influencia en la opinión pública colombiana. 

### Embajador en el Vaticano (1937-1942)
Viendo frustrada la continuidad de su legado a través de Echandía, el presidente López lo nombró embajador ante la Santa Sede para reemplazar al fallecido Olaya. Fue así como Echandía se puso a la cabeza de los funerales de estado que Olaya recibió en Italia, y pasado el impasse, fue el encargado de la renegociación del Concordato de 1887, que le valieron críticas al nuevo presidente, Eduardo Santos, quien ganó la contienda electoral sin rival conservador, ya que lo consideraban una medida radical.
El presidente Santos ratificó a Echandía en la embajada hasta 1942, cuando López regresó al poder y el presidente lo trajo a su equipo de gobierno nuevamente.

### Ministro de gobierno (1942-1943)
El 7 de agosto de 1942, posesionado el nuevo gobierno, Echandía fue nombrado ministro de gobierno.

### Presidente interino de Colombia (1943-1944)
Echandía ejerció temporalmente la Presidencia de la República entre el 19 de noviembre de 1943 y el 16 de mayo de 1944, a raíz de una licencia que pidió el presidente López para viajar a Estados Unidos, con el fin de que se le adelantara un tratamiento médico a su esposa.
Tras el regreso del presidente López, a Echandía le correspondió afrontar el fallido golpe de Estado del 10 de julio, asumiendo de nuevo la jefatura del Estado ese día, hasta recuperar el orden institucional y obtener el regreso de López al poder, con el apoyo de Alberto Lleras, ministro que se encargó de tranquilizar a los ciudadanos.
El Senado le nombró Designado a la Presidencia en 1943, alternando sus labores como ministro, y como tal le correspondía constitucionalmente asumir el mandato en caso de ausencia del presidente titular. López reasumió el poder con éxito, pero tuvo que renunciar definitivamente un año después, en 1945, obligando a su partido a buscar un consenso para lograr un designado que fuera aprobado por el Congreso y así dar por terminado el período de López.
Echandía, quien fue canciller del país entre el 31 de julio de 1944 al 12 de febrero de 1945, apoyó la designación presidencial de su sucesor en la cartera, el joven periodista Alberto Lleras Camargo, quien fue confirmado por el Congreso como presidente y estuvo en el cargo hasta el 7 de agosto de 1946, cuando entregó el poder a los conservadores.

### Canciller de Colombia (1944-1945)
A comienzos del segundo mandato de Alfonso López, Echandía fue nombrado ministro de Relaciones Exteriores (canciller) de Colombia, correspondiéndole conservar la neutralidad que caracterizó a Colombia durante la Segunda Guerra Mundial. En 1943 le correspondió defender la reforma concordataria que adelantó como embajador en el Vaticano en 1937, reforma que nunca se aprobó por la crisis institucional que vivió el país años después. También asistió como representante de Colombia a la primera Asamblea de las Naciones Unidas, celebradas el 24 de octubre de 1945.
El 10 de diciembre de 1945, Lleras lo envió a Londres como embajador donde presentó credenciales ante el rey Jorge VI y el primer ministro Clement Attlee.   

### Segunda precandidatura presidencial (1946)
A comienzos de 1946, el Partido Liberal se dividió entre dos candidaturasː La primera, la del oficialista Gabriel Turbay, quien era apoyado por el sector santista y moderado del partido, y por el otro Jorge Eliécer Gaitán, más populista y radical pero con una enorme popularidad entre las masas. Los líderes del partido, viendo que la división llevaría al partido a perder las elecciones buscaron lanzar la candidatura de Echandía a modo de candidato de la unidad liberal, por lo que Echandía regresó de Londres. Sin embargo él rechazó lanzar su nombre a la presidencia diciendoː   

"No deseo dividir en tres lo que ya está dividido en dos".
Darío Echandía, 1946.

Pese a no querer involucrarse políticamente, Echandía intento sin éxito mediar para que la división en el partido no se hiciera real. López Pumarejo y Lleras tampoco quisieron intervenir para conjurar la división, por lo que, no habiendo consenso, Turbay y Gaitán lanzaron sus candidaturas independientemente. La división le permitió a los conservadores, que lanzaron la candidatura del exministro Mariano Ospina Pérez, regresar al poder tras 16 años de gobiernos liberales, con lo que el Partido Liberal, ahora bajo la dirección de Gaitán, pasó a ser oposición.

### Gobierno Ospina (1946-1950)

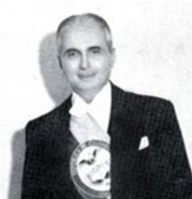
Ospina Pérez en 1946.

El 20 de agosto de 1946, Ospina nombró embajador en Londres a Domingo Esguerra Plata, por lo que Echandía regresó a Colombia. Al año siguiente fue elegido por su partido para integrar el director liberal, junto al expresidente Santos y a Adán Arriaga Andrade. 
Durante el recrudecimiento de La Violencia, Echandía jugó un papel de primer orden, cuando, tras el asesinato de Gaitán el 9 de abril de 1948 aceptó, a instancias de la dirección del liberalismo, la oferta de Ospina de formar un gabinete de “unidad nacional”, en el que ejerció nuevamente como ministro de Gobierno, siendo nombrado el 11 de abril. Pese a ello, en varias regiones del país seguían presentándose hechos de violencia contra los liberales por parte de la policía política conservadora conocida como “Los Chulavitas” y de conservadores interesados en mantener el poder tras las elecciones presidenciales previstas para 1950.

### Candidatura presidencial
Sin embargo para 1949 las metas del gobierno no se habían cumplido y Echandía decidió renunciar al gabinete el 20 de mayo de ese año, siendo desde entonces nominado por su partido para la presidencia para las elecciones presidenciales que se llevarían a cabo en diciembre de ese año, ya que por la crisis social imperante el Senado, mayoritariamente liberal aprobó las elecciones anticipadas para junio y noviembre. El clima de extrema violencia y la falta de garantías a los liberales, catalizado por el atentado contra el mismo Echandía, lo obligaron a retirar su candidatura.
Su hermano Vicente fue asesinado en el centro de Bogotá, tras haber sido confundido con el líder liberal, con quien tenía un parecido físico remarcable. El 21 de noviembre de 1949, la Policía disparó contra una manifestación liberal que marchaba hacia el sur a la altura de una estación de servicio ubicada en la calle 32 con carrera 13 de Bogotá. El candidato presidencial resultó ileso, pero los disparos mataron instantáneamente a Vicente, dos estudiantes y un comerciante. Al día siguiente Echandía se retiró de la contienda electoral.
Con el retiro de Echandía se produjo el triunfo del conservador Laureano Gómez, sin contendor.

### Gobiernos conservadores (1950-1953)
Ante la difícil situación de su partido durante el gobierno de Laureano Gómez, Echandía se atrevió a calificar como “golpe de opinión” el golpe de Estado del general Gustavo Rojas Pinilla en 1953, participando de la coalición de liberales y conservadores ospinistas que le apoyaron. Echandía fue entonces nominado por Rojas como magistrado de la Corte Suprema de Justicia, pero se retiró meses después, por el carácter dictatorial y personalista del nuevo gobierno.

### Frente Nacional (1958-1970)
Echandía participó en la creación del Frente Nacional que consiguió la caída de Gustavo Rojas Pinilla y el regreso al Estado de Derecho, después de casi una década de lo que sus copartidarios denominaron como sucesivas dictaduras, civil entre 1949 y 1953, y militar entre 1953 y 1957. 
Fue entonces elegido como jefe único de su partido y aceptó la gobernación del Tolima, su tierra natal, sensiblemente afectada por el fenómeno de La Violencia originada en 1948, ocupando el cargo en 1958 bajo el segundo gobierno de Alberto Lleras Camargo. El Congreso también lo eligió para ser nuevamente designado presidencial, asumiendo el cargo en abril de 1960, ante la salida del país de Lleras. Ese mismo año, Lleras lo envió como embajador, por segunda ocasión, al Vaticano, siendo confirmado por el conservador gobierno de Guillermo León Valencia, hasta 1963. Echandía vivió la corriente progresista que trajo consigo el Concilio Vaticano II.
Más tarde, entre el 28 de marzo de 1967 y el 19 de abril de 1968 fue ministro de Justicia del gobierno de Carlos Lleras Restrepo a quien sustituyó temporalmente en su último año de gobierno. Desde el ministerio, Echandía defendió la reforma constitucional de 1968 y reestructuró la administración de justicia. Además fue nuevamente nombrado embajador ante la Santa Sede en 1969, siendo confirmado por el gobierno del conservador Misael Pastrana (yerno del otrora rival suyo en la presidencia, Carlos Arango), hasta 1971.
De regreso a Colombia, Echandía se retiró de la política activa, pero se convirtió en uno de los mayores críticos del proceso de moderación y conservatización de su partido, hasta el punto de que en sus últimos días, preguntado por un periodista sobre por qué era liberal, respondió: "¿Cuál liberal?, ¡si yo soy socialista!". A menudo se definía, desde el punto de vista doctrinario como socialdemócrata.

### Post-Frente Nacional
En 1975 Echandía fue llamado por el gobierno de Alfonso López Michelsen para presidir una comisión de juristas que formulara la propuesta de reforma a la administración de justicia y al régimen territorial. Dicha comisión fue conocida en el país con el nombre de “Comisión Echandía” la cual propuso la creación de una Corte Constitucional, como ya lo había propuesto Echandía en 1957, en su condición de miembro de la Comisión Paritaria de Reajuste Institucional, desde la cual se propusieron las instituciones del Frente Nacional. 
En síntesis Echandía formuló dicha propuesta en el seno de ambas Comisiones. En la primera estuvo acompañado de los juristas Eduardo Zuleta Ángel y Fernando Isaza; y en la segunda, por el constitucionalista Carlos Restrepo Piedrahíta, quien llevó la discusión de la propuesta al Congreso, sin éxito. Finalmente la Corte Constitucional de Colombia, fue creada por la Asamblea Constituyente de 1991.
En 1979, durante la crisis política que coincidió con la reanudación del consejo de guerra contra más de trescientos presuntos miembros de la organización guerrillera Movimiento 19 de abril (M-19), Echandía afirmó que el entonces presidente Julio César Turbay era poco más que un “administrativo” que firmaba los decretos que los mandos castrenses le presentaban. “Colombia tiene, de hecho, un Gobierno militar, y el dictador es Camacho Leyva”, afirmó. Ese mismo año, Echandía fue conocido por su frase:

Colombia es un país de cafres.

Por sus conocimientos en Filosofía del Derecho, su liderazgo intelectual durante la “República Liberal”, su vocación pedagógica confirmada como profesor en la Universidad Nacional, en el Externado de Colombia, en la Universidad Libre, de la cual fue su Presidente en 1964, y en el Colegio Mayor del Rosario, fue llamado El maestro y conocido como la conciencia jurídica de la nación.

### Enfermedad y muerte
Echandía volvió a su Tolima natal después de enviudar y llegó con escasez económica y un mal estado de salud. Cuando empeoró su situación física, el expresidente Belisario Betancur envió un helicóptero de apoyo a Ibagué para trasladarlo a una Clínica en Bogotá. Luego el gobierno le asignó una enfermera para su cuidado y se trasladó con ella de nuevo a Ibagué. Ante el empeoramiento de su salud, Echandía fue llevado al hospital de la ciudad, donde permaneció internado por 21 días.
Echandía falleció de un paro respiratorio, durante la madrugada del domingo 7 de mayo de 1989 a la avanzada edad de 91 años, luego de su penosa enfermedad. Sus exequias se realizaron el 8 de mayo en horas de la mañana en la Catedral de Ibagué y fue posteriormente sepultado en el cementerio La Milagrosa, de Ibagué. Como homenaje póstumo se decretaron 3 días de luto nacional y departamental y el Partido Liberal también se declaró en luto.

## Vida privada

### Familia
Darío Echandía era el mayor de los ocho hijos de Vicente Echandía Castilla y Carlota Olaya Bonilla, siendo sus hermanos Vicente, Domingo, Filomena, Carlota, Celmira, Beatriz y Julia Echandía Olaya.
Su madre era pariente lejana de Justiniano Olaya Ricaurte, padre del político Enrique Olaya Herrera, presidente de Colombia entre 1930 y 1934, así como de la familia materna de Jorge Tadeo Lozano a través de Francisco González Manrique.
Uno de sus sobrinos era el jurista colombiano Hernando Devis Echandía, y de hecho Echandía se encargó personalmente de su educación y luego fue su mentor, puesto que la madre de Hernando falleció cuando él aún era un niño. Devis Echandía llegó a ser una autoridad en Colombia en derecho procedimental, y escribió numerosos tratados respecto a la materia. Una de las hijas de Hernando se casó con el abogado y posteriormente magistrado y presidente de la Corte Suprema de Justicia, Jaime Arrubla Paucar.
Darío era primo del también abogado, escritor y catedrático colombiano Alfonso Reyes Echandía. Reyes Echandía era el presidente de la Corte Suprema de Justicia en 1985, año en que murió asesinado durante la Toma del Palacio de Justicia. Uno de los hijos de Reyes Echandía es el abogado, educador, escritor y político Yesid Reyes, quien fue ministro de Justicia en el gobierno de Juan Manuel Santos.

### Matrimonio y descendencia
En agosto de 1936, Echandía contrajo matrimonio con Emilia Arciniegas Castillo en la hacienda de Los Monjes de Bogotá. Con Emilia Darío tuvo a sus hijos. Su esposa falleció el 11 de mayo de 1973 y Echandía permaneció viudo hasta su muerte en 1989.

### Semblanza
Respecto de su carácter intelectual, quienes lo conocieron de cerca afirman que, irónicamente, era un librepensador conocedor de la escolástica de Tomás de Aquino y el socialismo de Marx, Engels y Duguit, a quienes leía con frecuencia; y de la filosofía clásica. También lo describían como un hombre de una cultura innegable y basta, pero que siempre se mantuvo humilde y fiel a sus raíces campesinas. De hecho en sus inicios, Echandía se forjó la buena fama de ser un excelente orador y tener una cultura impecables, gracias a que hablaba latín, además de las lecturas que realizaba. Su amistad con López Pumarejo fue grande. Se sabe de una anécdota que databa de los tiempos en que Echandía y López coincidieron en un evento de campaña de Olaya, cuando el asombrado López, oyendo al joven Echandía afirmóː

"En esa ocasión López Pumarejo, entonces jefe del partido liberal, impresionado con las propuestas de un orador desconocido, preguntó: "¿Quién está hablando?" "Un doctor Echandía, de Chaparral", le respondieron. "Cuando termine, quiero hablar con ese doctor", dijo López."
Ángela Rivas Gamboa

Echandía acompañó como jurado del Primer Reinado Nacional de Belleza de Colombia a los políticos Germán Zea Hernández y Felipe Lleras, fundado en 1932 por Ernesto Carlos Martelo. En 1933 fue elegida como primera Señorita Colombia la representante del departamento de Bolívar, María Yolanda Emiliani Román, hermana del jurista y político colombiano Raimundo Emiliani Román quien además ostentó el título por 17 años, logrando así una hazaña a la fecha imposible de repetir.

## Homenajes

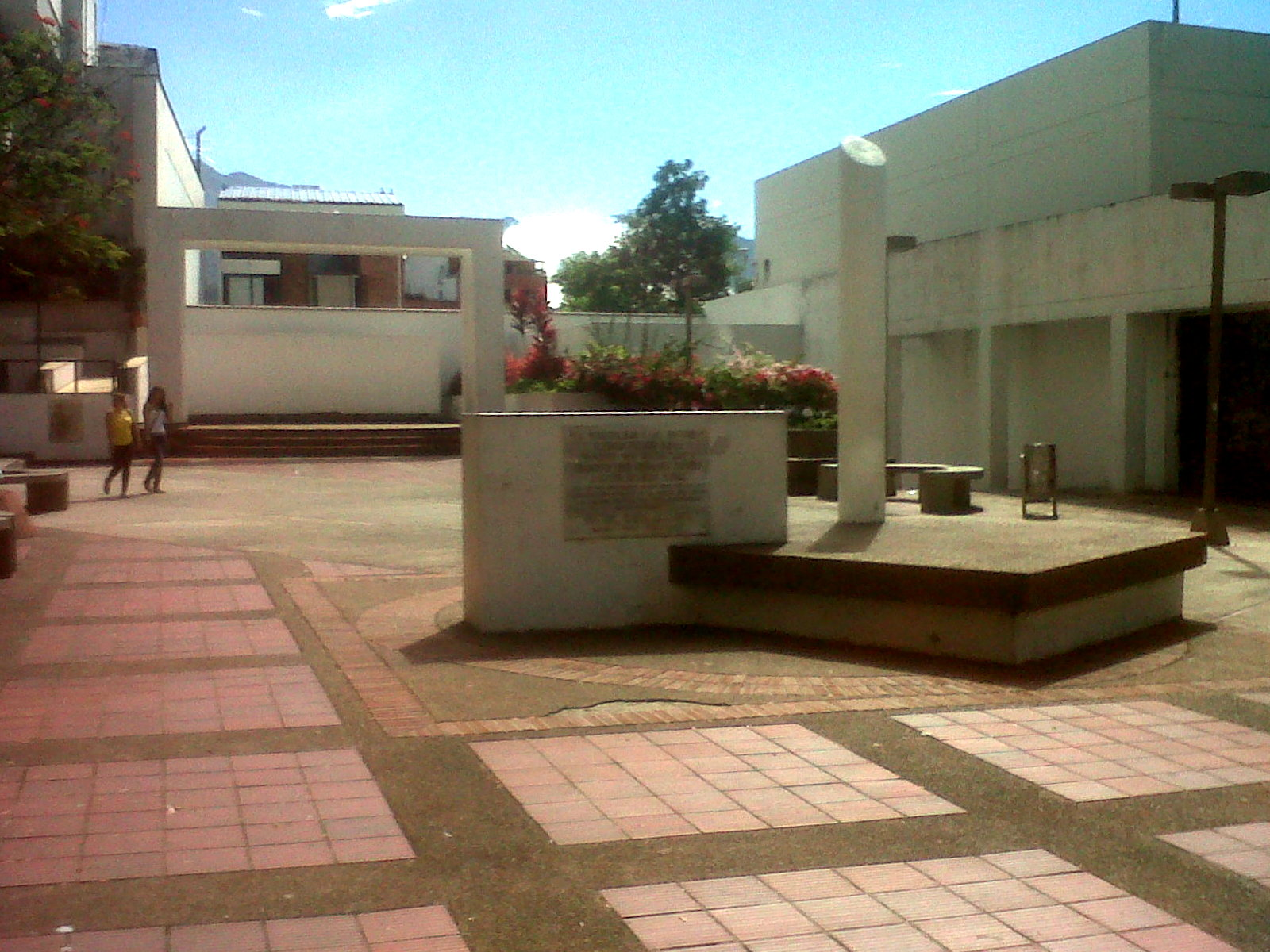
Plazoleta Darío Echandía, Ibagué

Echandía es una de las personas más homenajeadas en Colombia (Véase tabla anexa en la parte superior). Entre los homenajes que ha recibido están incluidas plazas, parques, barrios, y varios monumentos, varios de los cuales fueron hechos en vida de Echandía.
- Auditorio Dario Echandía de la Universidad Libre.[45]
- Corporación Centro del pensamiento político Maestro Dario Echandia.[46][47]
- Si bien se renombró la Carrera Décima como "Avenida Darío Echandía" en 1991, hasta el presente sigue denominándose Avenida Fernando Mazuera.[48][49]
- Orden al mérito Darío Echandía, condecoración otorgada por la Asamblea de Tolima.[50]
- Túnel de la Línea Darío Echandía Olaya, entre los departamentos del Tolima y Quindío.[51]
- Puente Darío Echandía, ubicado sobre el río Saldaña en la carretera Tolima-Huila.[52]
- Represa Darío Echandía, ubicada en Prado.[53]
- Biblioteca Darío Echandía del Banco de la República.[54]
- Auditorio Darío Echandía de la Facultad de Derecho de la Universidad de Ibagué.[55]
- Barrio Darío Echandía.[56]
- Institución educativa Darío Echandía.[57]
- Plazoleta Darío Echandía, se utiliza para la presentación de eventos como el Festival Nacional de la Música Colombiana.[58]
- Casa Darío Echandía, sede de la Cámara de Comercio, fue escenario de consejos de ministros cuando Echandía ostentó la Presidencia de la República.[59]
- Casa de la Cultura Darío Echandía, inaugurada por el Ministerio de Cultura en presencia del entonces presidente Andrés Pastrana en 1999.[60][61]
- Escultura en el parque de los Presidentes.[62]
- Universidad Darío Echandía, fundada en 1996.[63]
- En 2017 el concejo de Chaparral aprobó plantear a la Aeronáutica Civil rebautizar el Aeropuerto Perales de Ibagué con el nombre de Darío Echandía.[64]

### Obras
El Banco de la República publicó, en 1982, una selección de sus principales obras, bajo el título de "Obras Selectas" en cinco tomos, bajo la edición de Aníbal Noguera Mendoza y con el prólogo de Otto Morales Benítez. Además inauguró su biblioteca con el nombre de Echandía.